# Malalane
Malalane, bis 2007 Malelane, ist eine Stadt in der südafrikanischen Provinz Mpumalanga. Sie ist Verwaltungssitz der Gemeinde Nkomazi im Distrikt Ehlanzeni.

## Geographie
2011 lebten in Malalane 3486 Einwohner. Malalane liegt südlich des Kruger-Nationalparks, dessen Südgrenze der Crocodile River bildet, und nördlich von Eswatini.

## Geschichte
1949 wurde der Ort als Malelane gegründet. Der Name stammt wie die 2007 angenommene Bezeichnung aus dem Siswati und ist von eMlalani für „Palmenplatz“ oder lala für „schlafen“ abgeleitet.

## Wirtschaft und Verkehr
Haupteinnahmequelle ist die Landwirtschaft. Vor allem Zuckerrohr, Südfrüchte und Gemüse werden angebaut. Wegen der Nähe zum Malalane Gate, dem Haupteingang des unmittelbar nördlich gelegenen Kruger-Nationalparks, übernachten viele Touristen in Malalane.
Malalane liegt an der National Route 4, die in West-Ost-Richtung am Südrand des Kruger-Nationalparks südlich des Crocodile River entlangführt und unter anderem Mbombela im Westen mit Komatipoort im Osten verbindet. Außerdem hat Malalane einen Güterbahnhof an der Bahnstrecke Pretoria–Maputo.